# Aboubakar Oumarou
Aboubakar Oumarou (ur. 4 stycznia 1987 w Jaunde) – kameruński piłkarz występujący na pozycji napastnika w saudyjskim klubie Al-Qadsiah FC oraz w reprezentacji Kamerunu.

## Statystyki

### Reprezentacyjne
(aktualne na dzień 13 listopada 2015)
| Reprezentacja | Rok     | Mecze | Bramki |
| ------------- | ------- | ----- | ------ |
| Kamerun       |         |       |        |
| 2012          | 1       | 0     |        |
| 2013          | 1       | 0     |        |
| 2015          | 1       | 0     |        |
| Ogólnie       | Ogólnie | 3     | 0      |

| Mecze i gole w reprezentacji | Mecze i gole w reprezentacji | Mecze i gole w reprezentacji | Mecze i gole w reprezentacji | Mecze i gole w reprezentacji | Mecze i gole w reprezentacji | Mecze i gole w reprezentacji |
| Kamerun                      | Kamerun                      | Kamerun                      | Kamerun                      | Kamerun                      | Kamerun                      | Kamerun                      |
| Lp.                          | Data                         | Miejsce                      | Przeciwnik                   | Gol                          | Wynik                        | Rozgrywki                    |
| ---------------------------- | ---------------------------- | ---------------------------- | ---------------------------- | ---------------------------- | ---------------------------- | ---------------------------- |
| 1.                           | 08.09.2012                   | Praia, RZP                   | RZP                          |                              | 0:2                          | el. PNA 2013                 |
| 2.                           | 02.06.2013                   | Kijów, Ukraina               | Ukraina                      |                              | 0:0                          | towarzyski                   |
| 3.                           | 13.11.2015                   | Niamey, Niger                | Niger                        |                              | 3:0                          | el. MŚ 2018                  |